# Domitia basilewskyi
Domitia basilewskyi är en skalbaggsart som beskrevs av Stefan von Breuning 1955. Domitia basilewskyi ingår i släktet Domitia och familjen långhorningar.
Artens utbredningsområde är Rwanda. Inga underarter finns listade i Catalogue of Life.